# ديفيد ثورن
ديفيد ثورن هو دبلوماسي وسياسي أمريكي، ولد في 16 سبتمبر 1944. انتخب سفير (17 أغسطس 2009 – 30 يوليو 2013) وانتخب سفير الولايات المتحدة  لدى إيطاليا ‏.